# キリンディニ港
キリンディニ港（キリンディニこう、スワヒリ語: Bandari ya Kilindini, 英語: Kilindini Harbour）は、ケニアのモンバサから内陸部に向かって伸びた天然の入り江にある港。幅が広く水深が深いため、天然の良港となっている。キリンディニ港はモンバサ港の一部を成しており、モンバサ港はケニア唯一の国際港である。ケニア港湾局によって管理されており、貨物の扱いは少ないがクルーズ客船の寄航が多い。

## 歴史

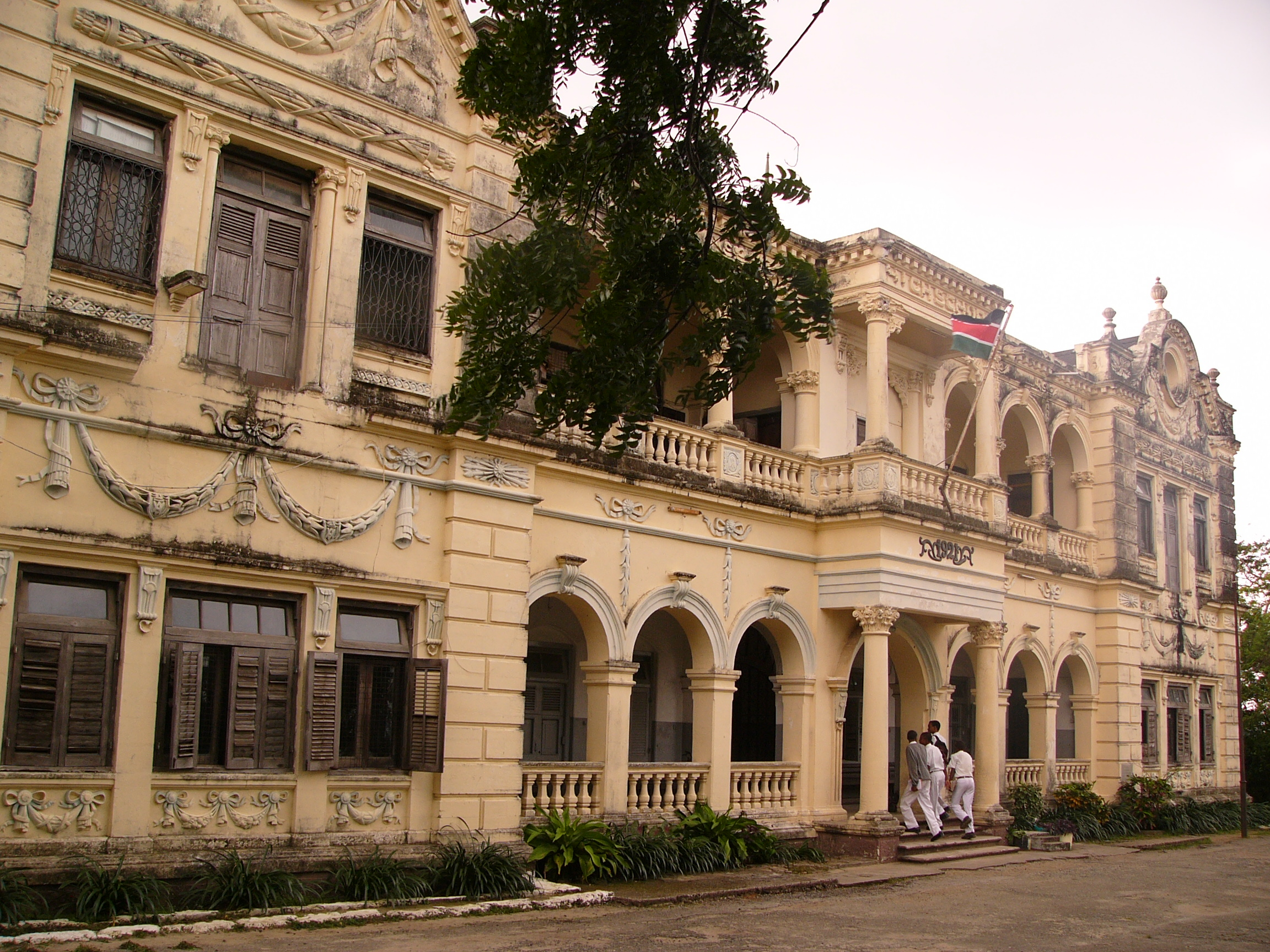
第二次世界大戦中、暗号解読施設となったAllidina Visram school

モンバサは港湾として何世紀にも及ぶ古い歴史がある。キリンディニ港は1896年に、ウガンダ鉄道が運転を開始した際に使用が開始された。
第二次世界大戦中、ケニアはイギリスの植民地であり、キリンディニ港は、1942年前半からモルディブのアッドゥ環礁とともにイギリス東洋艦隊の臨時基地となった。これは東洋艦隊の本来の母港であるスリランカ島のコロンボ港が機動部隊による空襲（セイロン沖海戦）を受けるなど、日本海軍の脅威下にあったからである。